# Айброкс Парк (1887—1899)
Айброкс Парк (англ. Ibrox Park) — бывшая футбольная площадка в Глазго (Шотландия). Она служила домашней ареной для клуба «Рейнджерс» с 1887 года до своего переезда на одноимённый соседний стадион в 1899 году. Старый Айброкс Парк принял у себя четыре финала Кубка Шотландии и три международных матча сборной Шотландии по футболу.

## История
Предыдущая площадка «Рейнджерс» в Киннинг-парке была рассчитана на 20 000 человек, но дальнейшее её расширение было невозможно, поэтому клуб решил перебраться дальше на запад, чтобы построить новую арену. Хотя выбранное место тогда находилось на окраине города, оно зато имело хорошее транспортное сообщение, так рядом располагалась железнодорожная станция Айброкс. Участок был взят в аренду сроком на 10 лет, а арена на ней была построена компанией «Fred Braby & Co». На северной стороне поля была установлена открытая трибуна на 1200 мест с прилегающим павильоном. Остальные три стороны были окружены террасами, а поле — беговой дорожкой. Площадка была открыта 20 августа 1887 года товарищеским матчем «Рейнджерс» против английского клуба «Престон Норт Энд».
Впоследствии была возведена ещё одна трибуна на южной стороне поля, после чего площадки трижды у себя домашние матчи сборной Шотландии в рамках Домашнего чемпионата Великобритании: 1889 года против Ирландии (7:0), 1892 года против Англии (1:4) и 1897 года против Ирландии (5:1). Финал Кубка Шотландии 1890 года, а также его переигровка, между командами «Куинз Парк» и «Вейл оф Левен» также проводились на Айброкс Парке.
«Рейнджерс» играл на Айброкс Парке, когда они присоединились к новой Шотландской футбольной лиге в сезоне 1890/1891. 18 августа 1890 года арена впервые принимала у себя матч лиги, в котором хозяева победили «Харт оф Мидлотиан» со счётом 5:2 в присутствии 4 000 зрителей. Площадка была выбрана для проведения финала Кубка Шотландии 1892 года между «Селтиком» и «Куинз Парком», но оказалась неспособной вместить 30 000 человек. Три недели спустя Айброкс Парк принимал у себя матч Шотландии с Англией, и тогда рухнула трибуна, что повлекло за собой гибель двух человек. Финал Кубка 1893 года, снова между «Селтиком» и «Куинз Парком», также проводился на Айброксе, и снова возникли проблемы: матч был объявлен недействительным из-за плохого состояния поля и был переигран. В четвёртый и последний раз Айброкс Парк принимал у себя финал Кубок Шотландии в 1895 году, в котором «Сент-Бернардс» победил «Рентон» со счётом 2:1.
С появлением нового Селтик Парка в 1892 году, ставшего ведущей футбольной площадкой Глазго, «Рейнджерс» впоследствии решил взять в аренду ещё один участок земли рядом с Айброкс Парком и построить новый стадион с нуля, который открылся в декабре 1899 года. Последний матч лиги на старом Айброкс Парке был сыгран 9 декабря 1899 года, в котором «Рейнджерс» разгромили (6:1) «Килмарнок» в присутствии 5 000 зрителей.